# هانا گرگورووا
هانا گرِگورووا (انگلیسی: Hana Gregorová؛ ۳۰ ژانویهٔ ۱۸۸۵ – ۱۱ دسامبر ۱۹۵۸) نویسنده اهل کشور اسلواکی بود که زندگی زنان را با عبارات واقع بینانه بررسی کرد و اغلب بر مسائل رهایی زنان و نابرابری با مردان تمرکز داشت.